# Хельсингёр (коммуна)
Хельсингёр (дат. Helsingør Kommune) — датская коммуна в составе области Ховедстаден. Площадь — 121,61 км², что составляет 0,28 % от площади Дании без Гренландии и Фарерских островов. Численность населения на 1 января 2008 года — 60844 чел. (мужчины — 29768, женщины — 31076; иностранные граждане — 3526).
В коммуне расположен замок Кронборг.

## Железнодорожные станции
- Ольсгорде (Ålsgårde)
- Эспергерде (Espergærde)
- Грённехаве (Grønnehave)
- Хеллебек (Hellebæk)
- Хельсингёр (Helsingør)
- Хёйструп (Højstrup)
- Хорнбек (Hornbæk)
- Хорнебю Санн (Horneby Sand)
- Каринебек (Karinebæk)
- Киллекрог (Kildekrog)
- Квистгор (Kvistgård)
- Мариенлюст (Marienlyst)
- Мёрруп (Mørdrup)
- Саунте (Saunte)
- Скибструп (Skibstrup)
- Снеккерстен (Snekkersten)
- Сёборг (Søborg)